# Dipseudopsis infuscata
Dipseudopsis infuscata là một loài Trichoptera trong họ Dipseudopsidae. Chúng phân bố ở miền Ấn Độ - Mã Lai và miền Australasia.